# Пинаев, Евгений Иванович
Евгений Иванович Пинаев (13 сентября 1933, с. Володарское, Айыртауский район, Карагандинская область, КАССР, РСФСР, СССР — 29 сентября 2016, п. Калиново, Невьянский район, Свердловская область, Россия) — советский писатель, лауреат Премии имени Д. Н. Мамина-Сибиряка (2002) и уральский художник.

## Биография
Родился в селе Володарском Айыртауского района Карагандинской области (ныне в Северо-Казахстанской области Казахстана). Окончил семь классов местной школы в Щучинске, после чего поступил в Свердловское художественное ремесленное училище № 42, которое так и не окончил. Учился в СХУ училище имени И.Д.Шадра (1951-1956), не закончил, после чего поступил в Кишинёвское художественное училище, которое закончил в 1957 году. После окончания Кишинёвского училища поступил в Московский художественный институт имени В. И. Сурикова, проучился два года и бросил институт, связав свою жизнь с морем.

Восемь лет проплавал на рыболовных и учебных парусных судах матросом, а затем боцманом. В это время начал активно занимался живописью. На морских полотнах — Куба, Африка, Англия, Арктика, Америка, океан, парусники и пароходы.
Почётный командор детского отряда «Каравелла». Его кистью были оформлены многие стены в помещении отряда (Екатеринбург, Мира, 44), включая роспись целой стены в зале «Муравейник».
Был членом Союза российских писателей. Последние годы жизни жил в уральском посёлке Калиново на озере Таватуй.

## Премии
- Премия имени Д. Н. Мамина-Сибиряка (2002) — за публикацию в журнале «Урал» романа-воспоминания «Похвальное слово Бахусу, или Верстовые столбы бродячего живописца».
- Международная детская литературная премия имени В. П. Крапивина (2008)[4][5].
- Литературная премия Уральского федерального округа в 2013—2014 году

В номинации «Литература для детей и юношества» за книгу с повестью «Злоключения «Бродячей кошки».

## Публикации
Рассказы и повести Е. Пинаева опубликованы в журналах «Уральский следопыт», «Урал».
Книги
- Мир дому твоему: Повести. — Свердловск: Сред.-Урал. кн. изд-во, 1985.
- Голубой омар: Повести. — Свердловск: Сред.-Урал. кн. изд-во, 1989.
- Злоключения «Бродячей Кошки»: Повесть. — Екатеринбург: изд-во «Лифт», 320 страниц, 2013 г.
- Арлекин: Повесть. - Екатеринбург: изд-во Ridero, 2016 г.
- Требуется Робинзон: Повесть. - Екатеринбург: изд-во Ridero, 2016 г.
- Евгений Пинаев. Похвальное слово Бахусу, или Верстовые столбы бродячего живописца. Книга первая: Роман-воспоминание. - Екатеринбург: изд-во Ridero, 2020 г.
- Евгений Пинаев. Похвальное слово Бахусу, или Верстовые столбы бродячего живописца. Книга вторая: Роман-воспоминание. - Екатеринбург: изд-во Ridero, 2020 г.
- Евгений Пинаев. Похвальное слово Бахусу, или Верстовые столбы бродячего живописца. Книга третья: Роман-воспоминание. - Екатеринбург: изд-во Ridero, 2023 г.
- Евгений Пинаев. Похвальное слово Бахусу, или Верстовые столбы бродячего живописца. Книга четвёртая: Роман-воспоминание. - Екатеринбург: изд-во Ridero, 2023 г.
- Евгений Пинаев. Похвальное слово Бахусу, или Верстовые столбы бродячего живописца. Книга Пятая: Роман-воспоминание. - Екатеринбург: изд-во Ridero, 2023 г.

Публикации в периодических изданиях и сборниках
- Гошка и Яшка // Урал. следопыт.1981. № 4.
- Серебряная гитара // Урал. следопыт.1983.№ 6.
- Битва при «Трафальгаре» // Урал. следопыт. 1992. № 9.
- Над нами паруса: Повесть // Урал. следопыт. 1979. № 11.
- Арлекин: Повесть // Урал. 1986. № 11.
- Шантарское море: Повесть // Урал. 1998. № 5 — 6.
- Песочные часы: Повесть // Пионер. 1984. № 8 −9.
- Сентиментальный вальс. Одинокий парус: Рассказы // Проза Сибири. 1995. № 2.
- Катькин столб: Рассказ // Ты помнишь?.. Свердловск: Сред.-Урал. кн. изд-во, 1985.
- Арлекин: Повесть // Поиск-88. Челябинск: Юж.-Урал. кн. изд-во,1988.
- Сентиментальный вальс // Пушкинская, 12. Екатеринбург: Урал. лит. агентство,1998. Браво, Пушкин: *Пролог к неоконченной повести // «Духовной жаждою томим…» Екатеринбург: Изд-во БКИ, 1999.
- Пишите письма, повесть // <Уральский следопыт>, № 10, 11, 12, 2007.
- Похвальное слово Бахусу или Верстовые столбы бродячего живописца, роман воспоминаний. 1-я книга // журн. <Урал>, № 10, 11, 12. 2000.
- 2-я книга // журн. <Урал>, № 2, 3, 4, 5. 2002.
- 3-я книга // журн. <Урал>, № 7, 8, 9, 10.2004.
- 4-я книга // журн. <Урал>, № 5, 6, 7. 2006.
- 5-я книга // журн. <Урал>, № 2, 3, 4. 2009.